# J.A. Meijers
Jan Andries Meijers (Groningen, 3 augustus 1897 – Amsterdam, 28 september 1969) was een Nederlands taalkundige.

## Loopbaan
Hij kreeg zijn opleiding op de Rijkskweekschool te Nijmegen, onder andere van dr. J. Prinsen, de latere hoogleraar, die zijn belangstelling voor taal deed ontwaken. Meijers was werkzaam in het onderwijs op Java, later in Amsterdam, waar hij wijsbegeerte en Frans studeerde. Op aansporing van zijn leermeesters G.J. Steenbergen en J.J. Salverda de Grave schreef hij zijn eerste boek, Taal en leven (1941). Op grond van dit werk werd hij door de redactie van De Groene Amsterdammer aangezocht als opvolger voor de bekende rubriek van Charivarius. Meijers' visie op taal was heel wat breder en genuanceerder dan die van zijn voorganger. Hij was ook een tijd lang leraar aan het Haagsch Lyceum. Hij was lid van de Maatschappij der Nederlandse Letterkunde te Leiden.
Meijers overleed in 1969 op 72-jarige leeftijd.

## Publicaties
- Taal en leven; een populaire uiteenzetting van enkele taalverschijnselen, Den Haag 1941 (2e druk Amsterdam 1949).
- Land zonder volk, Amsterdam 1945.
- Europa in het spectrum van zijn talen, Amsterdam 1948.
- Afrikaans, Leiden 1948.
- Kies uw woord, Amsterdam 1948 (2e druk 1950).
- Zin en onzin in het hedendaags taalgebruik, Amsterdam/Antwerpen 1952.
- Uit het leven der woorden (1954).
- Dagelijks leven in spreekwoorden, Utrecht 1962.
- Het woord; ontstaan, gebruik en ontwikkeling, 2e druk Utrecht/Antwerpen 1964.
- Spelen met woorden, Amsterdam 1967.
- Het Nederlandse spellingdrama; een poging tot relativering, Amsterdam 1967.
- De taal van het kind, 5e druk Utrecht 1974.
- Mens en taal, Amsterdam 1965.
- (samen met J.C. Luitingh) Onze voornamen, Amsterdam 1948.
- (samen met C.J. Kelk) Geschiedenis der Nederlandse letterkunde in vogelvlucht, Den Haag 1961 (4e druk 1967).